# M-Maybe
M-Maybe je pop art slika iz 1965. Roya Lichtensteina. 

## Povijest
Kada je Lichtenstein prvi put priredio samostalnu izložbu u The Leo Castelli Gallery u veljači 1962., bila je rasprodata prije otvaranja. Slika Zaručnički prsten prodana je za 1200 dolara dok je slika Blam prodana za 1000 dolara. Cijena njegovih radova je rasla brzo. Njemački kolekcionar Peter Ludwig je 1965. pitao Castellia, za koju cijenu bi Lichtenstein pristao prodati M-Maybe iz njegove osobne kolekcije. U to vrijeme, za jedno Lichtensteinovo djelo se plaćalo 6000 dolara i Castelli ju je procijenio na 12 tisuća dolara. Ludwig je ponudio Lichtensteinu 30 tisuća dolara da mu proda djelo.

## Detalji
M-Maybe prikazuje atraktivnu djevojku, koja je tipičan primjer Lichtensteinovih romantičnih strip adaptacija. Djevojka sa slike očekuje muškarca a radnja je stavljena u nejasnu ali urbanu sredinu. Na slici se može pročitati, kao što je to karakteristično za stripove, u vidu oblaka:  "M–Maybe he became ill and couldn’t leave the studio" (hr. M-Možda se razbolio i nije mogao napustiti studio). Tekst i izraz njenog lica pokušavaju dočarati njenu zabrinutost i iščekivanje. David Britt upoređuje rad s viktorijanskim narativnim slikarstvom zato što su na slici predstavljeni i prisutni i odsutni objekti, kao i "narav situacije" tj. što ga je moglo zadržati.
Eckhard Schneider opisuje ovu vrsu umjetnosti kao iznenada zaustavljenu priču s predviđanjima mlade djevojke, čiji osobni prizvuk daje auru autentičnosti posebice kroz oklijevajuće izgovaranje ‘M-Maybe’. Međutim Lichtenstein idealizira izgled s grafičkom napetosti koji razdvaja emocionalno od očiglednog.
Lichtenstein je želio da njegova slika izgleda što više mehanički iako je on bio slikar. 
Slika je izložena u muzeju Ludwig u Kölnu.